# A lyga (2009)
W sezonie 2009 rozegrano 20. edycję najwyższej klasy rozgrywkowej piłki nożnej na Litwie – A lygi. Tytułu mistrzowskiego bronił Ekranas Poniewież.

## Drużyny
| Uczestnicy poprzedniej edycji                                                                                 | Uczestnicy poprzedniej edycji | Uczestnicy poprzedniej edycji | Uczestnicy poprzedniej edycji |
| --- | ----------------------------- | ----------------------------- | ----------------------------- |
| EKR | Ekranas Poniewież             | 1                             |                               |
| VĖT | Vėtra Wilno                   | 3                             |                               |
| SŪD | Sūduva Mariampol              | 4                             |                               |
| SZA | FK Szawle                     | 7                             |                               |
| Awans z I lygi 2008                                                                                           |                               |                               |                               |
| TAU | Tauras Taurogi                | 1                             |                               |
| BAN | Banga Gorżdy                  | 3                             |                               |
| LKK | LKKA ir Teledema Kaunas       | 7                             |                               |
| KRU | Kruoja Pokroje                | 10                            |                               |
| Oznaczenia: - kolumna pierwsza – skróty nazw drużyn, - kolumna trzecia – miejsce zajęte w poprzednim sezonie. |                               |                               |                               |

Po poprzednim sezonie do I lygi spadł FK Szyłokarczma (ostatnie, 8. miejsce w lidze). Ponadto w wyniku konfliktu z LFF do II lygi zostały zdegradowane FBK Kowno (2) i Atlantas Kłajpeda (6), a Žalgiris Wilno (5) nie otrzymał licencji na grę w najwyższej lidze litewskiej.

## Rozgrywki

### Tabela
| Lp. | Drużyna                 | M  | Z  | R  | P  | Bramki | Bramki | Różn. | Pkt | Uwagi                                        | Bezpośrednio |
| --- | ----------------------- | -- | -- | -- | -- | ------ | ------ | ----- | --- | -------------------------------------------- | ------------ |
| 1   | Ekranas Poniewież (M)   | 28 | 18 | 9  | 1  | 58     | 20     | +38   | 63  | Liga Mistrzów UEFA • II runda kwalifikacyjna |              |
| 2   | Vėtra Wilno             | 28 | 16 | 9  | 3  | 55     | 22     | +33   | 57  | Liga Europy UEFA • II runda kwalifikacyjna   |              |
| 3   | Sūduva Mariampol        | 28 | 14 | 11 | 3  | 55     | 22     | +33   | 53  | Liga Europy UEFA • I runda kwalifikacyjna    |              |
| 4   | FK Szawle               | 28 | 13 | 3  | 12 | 40     | 34     | +6    | 42  |                                              |              |
| 5   | Tauras Taurogi          | 28 | 10 | 8  | 10 | 26     | 22     | +4    | 38  |                                              |              |
| 6   | Banga Gorżdy            | 28 | 7  | 6  | 15 | 25     | 49     | −24   | 27  |                                              |              |
| 7   | LKKA ir Teledema Kaunas | 28 | 4  | 3  | 21 | 19     | 63     | −44   | 15  |                                              |              |
| 8   | Kruoja Pokroje (S)      | 28 | 2  | 7  | 19 | 24     | 70     | −46   | 13  | Spadek do I lygi                             |              |

## Wyniki

### Pierwsza część sezonu
| Gospodarz \ Gość        | BAN | EKR | KRU | LKK | SŪD | SZA | TAU | VĖT |
| Banga Gorżdy            |     | 1:2 | 3:0 | 1:0 | 0:0 | 3:2 | 1:1 | 0:5 |
| Ekranas Poniewież       | 1:0 |     | 4:0 | 3:0 | 2:2 | 2:0 | 2:1 | 2:3 |
| Kruoja Pokroje          | 2:0 | 2:2 |     | 1:1 | 0:1 | 0:5 | 2:2 | 0:3 |
| LKKA ir Teledema Kaunas | 0:2 | 1:1 | 3:2 |     | 2:7 | 0:2 | 0:3 | 0:2 |
| Sūduva Mariampol        | 4:0 | 1:1 | 6:0 | 2:0 |     | 1:0 | 3:0 | 1:1 |
| FK Szawle               | 4:0 | 0:1 | 2:1 | 0:1 | 0:1 |     | 1:0 | 2:1 |
| Tauras Taurogi          | 0:0 | 0:1 | 2:0 | 1:0 | 0:2 | 1:0 |     | 1:1 |
| Vėtra Wilno             | 2:2 | 0:0 | 6:1 | 3:1 | 0:0 | 2:1 | 1:0 |     |

Źródło: futbolas.lt (lt)
Objaśnienia:
1Drużyna gospodarzy jest wymieniona po lewej stronie tabeli.
Kolory: zielony – zwycięstwo gospodarzy, żółty – remis, różowy – zwycięstwo gości.

### Druga część sezonu
| Gospodarz \ Gość        | BAN | EKR | KRU | LKK | SŪD | SZA | TAU | VĖT |
| Banga Gorżdy            |     | 0:3 | 4:2 | 0:1 | 1:1 | 1:2 | 0:2 | 0:1 |
| Ekranas Poniewież       | 5:1 |     | 3:0 | 3:0 | 4:2 | 2:0 | 1:0 | 1:1 |
| Kruoja Pokroje          | 1:2 | 2:2 |     | 2:1 | 0:1 | 1:3 | 0:3 | 2:2 |
| LKKA ir Teledema Kaunas | 1:2 | 0:3 | 2:1 |     | 0:4 | 1:4 | 0:1 | 0:1 |
| Sūduva Mariampol        | 1:1 | 1:1 | 3:1 | 4:2 |     | 5:1 | 0:0 | 1:1 |
| FK Szawle               | 3:0 | 0:3 | 0:0 | 1:1 | 1:1 |     | 2:0 | 1:0 |
| Tauras Taurogi          | 1:0 | 1:1 | 1:1 | 3:0 | 1:0 | 0:1 |     | 0:0 |
| Vėtra Wilno             | 2:0 | 1:2 | 3:0 | 4:1 | 2:0 | 5:2 | 2:1 |     |

Źródło: futbolas.lt (lt)
Objaśnienia:
1Drużyna gospodarzy jest wymieniona po lewej stronie tabeli.
Kolory: zielony – zwycięstwo gospodarzy, żółty – remis, różowy – zwycięstwo gości.

## Najlepsi strzelcy
| Lp. | Piłkarz           | Drużyna           | Bramki |
| --- | ----------------- | ----------------- | ------ |
| 1   | Valdas Trakys     | Ekranas Poniewież | 19     |
| 2   | Mantas Kuklys     | FK Szawle         | 11     |
| 2   | Ričardas Beniušis | Sūduva Mariampol  | 11     |
| 4   | Povilas Lukšys    | Sūduva Mariampol  | 10     |
| 4   | Tadas Kijanskas   | Vėtra Wilno       | 10     |

Źródło: